# Protyndarichoides aligarhensis
Protyndarichoides aligarhensis är en stekelart som först beskrevs av Fatma och Shafee 1985.  Protyndarichoides aligarhensis ingår i släktet Protyndarichoides och familjen sköldlussteklar. Inga underarter finns listade i Catalogue of Life.